# Promocija
Promocija je jedan od četiri instrumenta marketing miksa (proizvod, cijena, kanali distribucije, promocija). Predstavlja komunikacionu vezu između kupaca i prodavaca, čiji je cilj uticaj, informisanje i ubjeđivanje potencijalnog kupca na čin kupovine.
Postoje dva tipa promotivnih tehnika:
1. Iznad linije (Above the line)- Predstavlja promociju u masovnim medijima (npr. TV, radio, novine, Internet, mobilni telefoni) gdje preduzeće zakupljuje promotivni prostor.
2. Ispod linije (Below the line) - Predstavlja sve druge oblike promocije. Ovaj oblik najčešće teži da bude dovoljno suptilan da kupac ne bi bio svjestan da su aktivnosti promotivne prirode (npr. sponzorstva, "postavljanje proizvoda", pokloni, odnosi s javnošću i slično).

Promocija je takođe jedan od elemenata reklamnog kompleksa ili plana promocije. To su lična prodaja, reklama, poticaj prodaje, direktni marketing, oglašavanje, usmena preporuka, a takođe mogu uključivati i marketing događaja, izložbe i sajmove, promocija uz pomoć video. Video je jedan od najefikasnijih alata za promociju. U 2010. godini, Implix-ova anketa putem e-pošte je otkrila da je dodavanje video zapisa u uvodno pismo povećava stopu klikova za 96%. Preko 80% ljudi bira da gleda video zapise kako bi završili proces donošenja odluke za određeni proizvod ili uslugu. Forbes Insights je otkrio da 60% ljudi više voli da gleda video zapise nego da čita tekstove. Plan promocije određuje koliko pažnje treba posvetiti svakom elementu promotivnog kompleksa i koliko budžeta treba dodeliti svakom elementu.

## Instrumenti promocije
Promocija ima pet instrumenata koji kreiraju tzv. promocioni miks ili plan promocije. Ti instrumenti su: lična prodaja, oglašavanje, unapređenje prodaje, direktni marketing i odnosi sa javnošću. Promocionim miksom preduzeće određuje koliko će pažnje posvetiti svakom od instrumenata i kako će promocioni budžet biti raspoređen. 

## Tipovi promocije
Primeri tradicionalnih medija uključuju štampane medije kao što su novine i časopisi, elektronske medije kao što su radio i televizija, i spoljne medije kao što su baneri ili bilbordi. Svaka od ovih platformi pruža načine da brendovi dođu do potrošača putem reklama

### Digitalni mediji
Digitalni mediji, koji uključuju internet, društvene mreže i sajtove društvenih medija, savremeni su način za brendove da komuniciraju sa potrošačima jer objavljuju vesti, informacije i oglašavanje izvan tehnoloških ograničenja štampe i emitovanja. Digitalni mediji su trenutno najefikasniji način da brendovi svakodnevno dođu do svojih potrošača. Preko 2,7 milijardi ljudi je na internetu globalno, što je oko 40% svetske populacije. 67% svih korisnika interneta globalno koristi društvene mreže.
Masovna komunikacija je dovela do savremenih marketinških strategija koje nastavljaju da se fokusiraju na svest o brendu, veliku distribuciju i intenzivne promocije. Dinamično okruženje digitalnih medija predstavlja nove metode promocije kako bi se iskoristili novi alati sada dostupni kroz tehnologiju. S porastom tehnoloških napredaka, promocije se mogu obavljati izvan lokalnih konteksta i preko geografskih granica kako bi se došlo do većeg broja potencijalnih potrošača. Cilj promocije je da dosegne što veći broj ljudi na vremenski i finansijski efikasan način.

### Društveni mediji
Društveni mediji, kao savremeni marketinški alat, nude prilike da se dođe do veće publike na interaktivan način. Ove interakcije omogućavaju razgovor, a ne samo edukaciju kupaca. Fejsbuk, Snepčet, Instagram, Tviter, Pinterst, Tumbler, kao i alternativni audio i medijski sajtovi kao što su SoundCloud i Mixcloud omogućavaju korisnicima da komuniciraju i promovišu muziku online uz minimalne ili nikakve troškove. Možete kupovati i kupovati prostor za oglašavanje na platformama društvenih medija. Pored toga, možete kupiti veštačke lajkove, pratioce i klikove na svojim stranicama i objavama uz pomoć trećih strana. Kao participativna medijska kultura, platforme društvenih medija ili društvenih mreža su oblici masovne komunikacije koji, putem medijskih tehnologija, omogućavaju velike količine proizvoda i distribuciju sadržaja da dođu do što veće publike. Međutim, postoje i nedostaci virtuelnih promocija jer serveri, sistemi i sajtovi mogu pasti, otkazati ili postati preopterećeni informacijama. Možete izgubiti učitane informacije i skladištenje, a korišćenje takođe može biti pogođeno brojnim spoljnim varijablama.

### Sponzorstvo
Sponzorstvo obično uključuje obezbeđivanje resursa (kao što su novac) grupi ili događaju u zamenu za oglašavanje ili publicitet. Kompanije često pomažu u finansiranju sportista, timova ili događaja u zamenu za vidljivo prikazivanje njihovog logotipa. To se postiže korišćenjem proizvoda ili postavljanjem logotipa na uniforme/opremu tima.

### Plaćeni članci
Plaćanje za smeštaj članaka nudi nekoliko prednosti. Prvo, omogućava preduzećima da dosegnu visoko ciljanu publiku. Odabirom veb lokacija koje se poklapaju s njihovom ciljanom demografijom, mogu osigurati da njihova poruka bude viđena od strane onih koji najverovatnije pokazuju interesovanje. Drugo, objavljivanje članaka na uglednim veb lokacijama povećava prepoznatljivost brenda. Kada potrošači naiđu na sadržaj dok pretražuju omiljene veb lokacije, veća je verovatnoća da će zapamtiti brend i uzeti ga u obzir prilikom donošenja odluka o kupovini.
Objavljivanje članaka na veb lokacijama trećih lica poboljšava kredibilitet brenda. Potrošači su skloniji da veruju brendu i smatraju ga autoritetom u svojoj industriji kada vide njegov sadržaj na uglednim sajtovima. Osim toga, plaćeni smeštaj članaka može pozitivno uticati na optimizaciju pretraživača (SEO). Članci objavljeni na visokokvalitetnim veb lokacijama verovatnije će dobiti povratne veze, što može poboljšati rangiranje na pretraživačima. Još jedna prednost je ekonomičnost ove strategije u poređenju s tradicionalnim metodama oglašavanja. To preduzećima omogućava da dosegnu veliku publiku bez visokih troškova povezanih s drugim oblicima oglašavanja.
Na primer, fintech startup bi mogao imati koristi od plasiranja članaka na uglednim finansijskim veb sajtovima poput Bloomberga, TechCompanyNews ili Daily Company News. Postavljanjem sadržaja na ove platforme, kompanija može povećati svoju vidljivost i kredibilitet među investitorima, finansijskim stručnjacima i potrošačima zainteresovanim za finansijskih tema.
Isto tako, tehnološka kompanija specijalizovana za AI tehnologiju mogla bi razmotriti plasiranje članaka na veb sajtovima fokusiranim na tehnologiju poput TechCrunch-a ili SuperbCrew-a. Ova strategija može pomoći kompaniji da pokaže svoje ekspertize u AI tehnologiji i da dosegne tech-poticajnu publiku zainteresovanu za najnovije inovacije u polju.
Dodatno, plaćanje za smeštaj članaka pruža merljive rezultate. Praćenjem metrika poput saobraćaja na veb lokaciji, angažovanja i konverzija, preduzeća mogu utvrditi uticaj svojih smeštaja i napraviti prilagođavanja po potrebi. Naposletku, ova strategija nudi slobodu kreativnosti. Preduzeća mogu kreirati sadržaj koji se resontuje s njihovom ciljanom publikom, efikasno komunicirajući vrednosti i ponude svog brenda.

## Ciljevi promocije
Plan promocije može imati niz ciljeva kao što su: povećanje prodaje, kreiranje svijesti o novom proizvodu, razvoj brenda, razvoj korporativnog imidža, pozicioniranje u svijesti potrošača. Može se reći da postoje 3 osnovna cilja promocije:
1. Informisanje kupaca
2. Povećanje tražnje
3. Diferencijacija proizvoda.